# 스페틀라나 유스티노바
스페틀라나 유스티노바(러시아어: Светлана Устинова, 1982년 5월 1일 ~ )는 러시아의 배우이다.

## 출연 작품
- 블록버스터 (2017)
- 바이 미 (2017)
- 더 콜드 프런트 (2016)
- 파라노말 드라이브 (2016)